# Головізніни
Голові́зніни (рос. Головизнины) — присілок у складі Слободського району Кіровської області, Росія. Входить до складу Шиховського сільського поселення.
Населення становить 8 осіб (2010, 4 у 2002).
Національний склад станом на 2002 рік — росіяни 100 %.